# تجمع بدوالعريم (بروم ميفع)
'

تعديل مصدري - تعديل

تجمع بدوالعريم هي إحدى قرى عزلة بروم بمديرية بروم ميفع التابعة لمحافظة حضرموت، بلغ تعداد سكانها 55 نسمة حسب تعداد اليمن لعام 2004.